# Bažina (seriál)
Bažina (polsky Rojst, anglicky The Mire) je polský kriminální psychologický seriál televize Showmax, později společnosti Netflix.

## Produkce
Seriál Bažina (Rojst) režiséra a autora scénáře Jana Holoubka byl uveden v roce 2019. První série se odehrává v roce 1984, druhá série s názvem Bažina (Rojst 1997) se odehrává v 90. letech a poslední, třetí série byla dokončena a uvedena v roce 2023 a nese název Millenium.

## Příběh
Všechny tři série propojují střední postavy mladého novináře, později šéfredaktora Piotra Zarzyckeho (Dawid Ogrodnik) a jeho zkušenějšího kolegy Witolda Wanycze (Andrzej Seweryn). Série propojují tajemné vraždy, které spojuje mysteriózní prostředí nedalekého lesa. V tomto lese se odehrály kruté příběhy už v době druhé světové války, které – jak později zjistíme – jsou propojeny i s mládím Wanycze. Ten se tehdy zamiloval do německé dívky, kterou musel na konci války opustit a její osud je pro něj tajemstvím.

### 1. série: Bažina
Rok 1984. Zarzycki přichází se svou mladou těhotnou ženou do bezejmenného polského maloměsta na jihovýchodě země. Jako novinář dostane zadání pracovat na podřadných článcích, ale zaujme jej téma smrti významného šéfa sportovního klubu a následné smrti mladé dívky. Tento případ má sledovat Wanycz, Zarzycki však nemá v úmyslu s vyšetřováním podezřelých vražd přestat. Wanycz chce uprchnout ze socialistické země na západ, to se mu ale nepodaří.

### 2. série: Bažina 1997
Rok 1997. Město sužují následky ničivých povodní. Zarzycki se vrací se svou ženou Terezou (Zofia Wichłacz) jako šéfredaktor kurýra a marně se snaží Wanycze přesvědčit, aby napsal pravdu o tajemném lese. Město je zaplaveno za nejasných okolností a následkem je smrt mladého chlapce. Jak zjišťuje policista Adam Mika (Łukasz Simlat) a jeho kolegyně, policistka na stáži z Varšavy Anna Jass (Magdalena Różczka), nejedná se o náhodu. Smrt souvisí s úmyslným poškozením hráze, stopy vedou k majiteli nového resortu Oáza.

### 3. série: Milénium
Rok 1999. Adam Mika vyšetřuje případ  romské dívky, která uteče svým únoscům. Anna Jassová se do případu zapojí, protože se s dívkou díky znalosti romštiny dorozumí. Konec třetí série ukáže propojenost hlavních postav s událostmi v minulosti. Unesena je také dcera Piotra Zarzyckého Wanda.

## Tvůrci
- scénář, režie: Jan Holoubek, Kasper Bajon (1 a 2. série), Pawel Maslona (scénář 2. série)
- produkce: Studio Filmowe Kadr
- kamera: Bartłomiej Kaczmarek, Maciej Sobieraj
- hudba: Jan Komar, Małgorzata Penkalla (píseň Wszystko Czego Dziś Chceś od Brodky)